# 7. tanková divize (Wehrmacht)

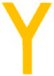
Znak na vozidlech divize v letech 1941-1945

7. tanková divize (7. Panzer-Division) byla tanková divize německé armády za druhé světové války.
Jednotka byla vytvořena 18. října roku 1939 z německé 2. lehké divize a jejím prvním velitelem se stal generálporučík Georg Stumme, který byl do velení převeden od 2. lehké divize.
Divize bojovala ve Flandrech a následně se zúčastnila francouzského tažení, kdy jí její rychlý postup a častá nemožnost zjistit, kde se divize nachází, vynesly přezdívku Gespensterdivision (Divize duchů). V této době jí velel generál Erwin Rommel.
Následně byla doplněna a odvelena roku 1941 na východní frontu, kde bojovala v centrálním sektoru proti sovětským jednotkám až do května roku 1942, kdy byla stažena z fronty a odvelena zpět do Francie k doplnění stavů. Zde se také zúčastnila Operace Anton, obsazení dosud neokupovaného francouzského území.
Po odpočinku a doplnění mužstva s výzbrojí dostala v únoru roku 1943 rozkaz vrátit se zpět na východní frontu, kde byla nyní pod velením generála Hanse von Funcka umístěna do jižního sektoru.

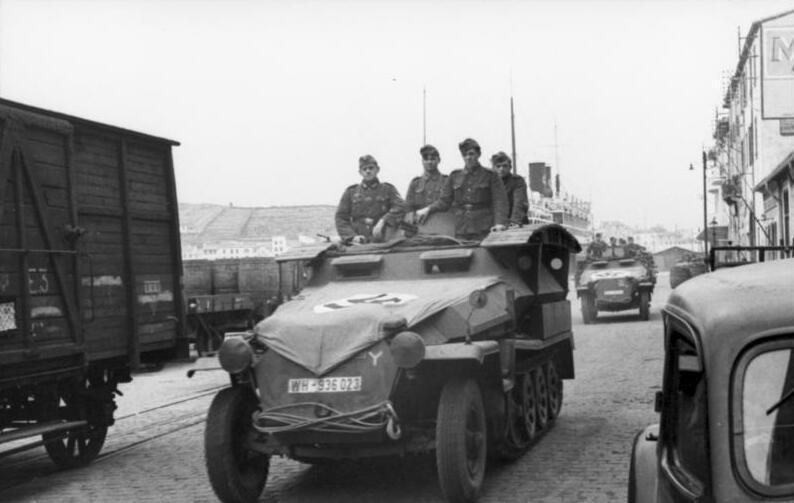
Obrněný transportér Sd.Kfz. 251/7 v jižní Francii v roce 1940. Za zmínku stojí znak divize namalovaný na předku vozidla.

Divize se následně zúčastnila mnoha významných bitev jako je např. bitva v Kurském oblouku, bitva o Kyjev, bitva o Žitomir, Mansteinova jarní ofenziva, třetí bitvy o Charkov a později dlouhého ústupu přes Ukrajinu. Poté byla v srpnu roku 1944 převelena do Pobaltí a zůstala zde až do listopadu téhož roku.
Následně ustupovala před Rudou armádou směrem na západ a nakonec se vzdala britským jednotkám v okolí Schwerinu v Meklenbursku v květnu roku 1945.

## Velitelé divize
- Generálporučík Georg Stumme (18. říjen, 1939 – 14. únor, 1940)
- Generálporučík Erwin Rommel (15. únor, 1940 – 13. únor, 1941)
- Generálmajor Hans von Funck (14. únor, 1941 – 6. červen, 1941)
- Generálporučík Hans von Funck (7. červen, 1941 – 18. listopad, 1942)
- Plukovník Nikolaus von Vormann (19. listopad, 1942 – 8. prosinec, 1942)
- Generálporučík Hans von Funck (9. prosinec, 1942 – 16. srpen, 1943)
- Plukovník Wolfgang Gläsemer (17. srpen, 1943 – 22. srpen, 1943)
- Generálmajor Hasso von Manteuffel (23. srpen, 1943 – 1. leden, 1944)
- Generálmajor Adalbert Schulz (1. leden, 1944 – 28. leden, 1944)
- Plukovník Wolfgang Gläsemer (28. leden, 1944 – 30. leden, 1944)
- Plukovník Dr. Karl Mauss (31. leden ,1944 – 31. březen, 1944)
- Generálmajor Dr. Karl Mauss (1. duben, 1944 – 2. květen, 1944)
- Plukovník Gerhard Schmidhuber (2. květen, 1944 – červen, 1944)
- Generálmajor Dr. Karl Mauss (červen, 1944 – 30. září, 1944)
- Plukovník Hellmuth Mäder (31. říjen, 1944 – 30. listopad, 1944)
- Generálporučík Dr. Karl Mauss (30. listopad, 1944 – 3. leden, 1945)
- Plukovník Max Lemke (4. leden, 1945 – 23. leden, 1945)
- Generálporučík Dr. Karl Mauss (23. leden, 1945 – 25. březen, 1945)
- Plukovník Hans Christern 	(25. březen, 1945 – 8. květen, 1945)

## Oblasti operací
- Polsko (září, 1939 – květen, 1940)
- Francie (květen, 1940 – únor, 1941)
- Německo (únor, 1941 – červenec, 1941)
- Východní fronta, centrální sektor (červenec, 1941 – květen, 1942)
- Francie (květen, 1942 – únor, 1943)
- Východní fronta, jižní sektor (únor, 1943 – srpen, 1944)
- Baltské státy a Východní Prusko (srpen, 1944 – leden, 1945)
- Polsko a Německo (leden, 1945 – květen, 1945)

## Složení divize v dubnu 1940

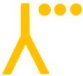
Znak na vozidlech divize během francouzského tažení

- Schützen-Regiment 6 (6. střelecký pluk)
- Schützen-Regiment 7 (7. střelecký pluk)
- Panzer-Regiment 25 (25. tankový pluk)
- Artillerie-Regiment 78 (78. motorizovaný dělostřelecký pluk)
- Panzer-Aufklärung-Abteilung 37 (37. tankový průzkumný oddíl)
- Panzerabwehr Batallion 42 (42. protitankový oddíl)
- Kradchützen Batallion 7 (7. motostřelecký prapor)
- Sturmgeschütz Kompanie 705 (705. rota útočných děl)
- Pionier Batallion 58 (58. ženijní prapor)
- Nachrichten-Abteilung 83 (83. zpravodajský oddíl)
- Divizní zásobování a další podpůrné jednotky

## Složení divize v roce 1943

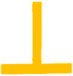
Znak na vozidlech divize během bitvy u Kurska

- Panzergrenadier-Regiment 6 (6. pluk tankových granátníků)
- Panzergrenadier-Regiment 7 (7. pluk tankových granátníků)
- Panzer-Regiment 25 (25. tankový pluk)
- Panzer-Artillerie-Regiment 78 (78. tankový dělostřelecký pluk)
- Panzer-Aufklärung-Abteilung 7 (7. tankový průzkumný prapor)
- Panzerjäger Batallion 42 (42. prapor stíhačů tanků)
- Flak-Abteilung 296 (296. protiletadlový oddíl)
- Panzer-Nachrichten-Abteilung 83 (83. tankový zpravodajský oddíl)
- Panzer-Pionier Batallion 58 (58. tankový ženijní prapor)
- Feldersatz Battalion 58 (58. záložní prapor)
- Divizní zásobování a další podpůrné jednotky

## Významní členové divize
- Karl Hanke (Gauleiter dolního Slezska, v roce 1945 jmenován do hodnosti Reichsführer-SS, sloužil s divizí mezi léty 1940-1941)

- Hasso von Manteuffel (držitel rytířského kříže s dubovými ratolestmi, meči a diamanty, po válce byl členem Německého spolkového sněmu mezi lety 1953-1957 za stranu liberálů Freie Demokratische Partei)

- Dr. Karl Mauss (držitel rytířského kříže s dubovými ratolestmi, meči a diamanty)

- Hans-Bobo von Rohr (Tankové eso divize, zničil 58 nepřátelských tanků, ale skutečné číslo je neznámé.)

- Erwin Rommel ("Pouštní liška", polní maršál a držitel rytířského kříže s dubovými ratolestmi, meči a diamanty)

- Adelbert Schulz (držitel rytířského kříže s dubovými ratolestmi, meči a diamanty, kasárny Bundeswehru Schulz-Lutz-Kaserne v Munsteru byly po něm pojmenovány na jeho počest v roce 1977.)

- Karl Walther (Poválečný generál v lidové armádě NDR)

- Joachim Ziegler (Sloužil ve štábu divize, později byl divizním velitelem u Waffen-SS.)

## Divize duchů v kultuře
Švédská power metalová skupina Sabaton má na svém albu z roku 2008 The Art of War píseň nazvanou "Ghost Division", která pojednává o 7. tankové divizi.